# Dohlen im Wald
Das Gebiet Dohlen im Wald ist ein mit Verordnung vom 6. September 1985 ausgewiesenes Naturschutzgebiet (NSG-Nummer 3.147) im baden-württembergischen Landkreis Konstanz in Deutschland.

## Lage
Das rund 15 Hektar große Naturschutzgebiet Dohlen im Wald gehört naturräumlich zum Hegau. Es liegt auf der Gemarkung Ehingen in der Gemeinde Mühlhausen-Ehingen, östlich der Bundesautobahn 81, auf einer durchschnittlichen Höhe von 475 m ü. NHN.

## Beschreibung
Das Schutzgebiet besteht zum großen Teil aus einer ehemaligen Kiesgrube mit Pioniervegetation und Magerrasen sowie einem Mischwald mit Toteislöchern und Seggenrieden.

## Schutzzweck
Wesentlicher Schutzzweck ist die Erhaltung
1. „eines durch Kiesabbau entstandenen Lebensraumes für zahlreiche, zum Teil vom Rückgang oder Aussterben bedrohte Pflanzen- oder Tierarten“ sowie
2. „von Toteislöchern mit Flach- und Übergangsmoorbildung mit den für diese typischen vom Rückgang oder Aussterben bedrohten Pflanzen- und Tierlebensgemeinschaften.“

## Biotoptypen
Folgende Biotoptypen sind im Naturschutzgebiet Dohlen im Wald bezeichnet:
- 12.60 – Graben
- 21.51 – Kiesfläche
- 22.50 – Toteisloch
- 31.20 – Natürliches Übergangs- und Zwischenmoor
- 34.10 – Tauch- und Schwimmblattvegetation
- 34.20 – Vegetation einer Kies-, Sand- oder Schlammbank
- 34.52 – Land-Schilfröhricht
- 34.53 – Rohrkolben-Röhricht
- 34.56 – Rohrglanzgras-Röhricht
- 34.59 – Sonstiges Röhricht
- 34.61 – Steifseggen-Ried
- 34.62 – Sumpfseggen-Ried
- 34.63 – Schlankseggen-Ried
- 34.65 – Schnabelseggen-Ried
- 34.66 – Blasenseggen-Ried
- 34.69 – Sonstiges Großseggen-Ried
- 35.11 – Nitrophytische Saumvegetation
- 35.35 – Landreitgras-Bestand
- 35.39 – Sonstiger Dominanzbestand
- 35.41 – Hochstaudenflur
- 35.50 – Schlagflur
- 35.61 – Annuelle Ruderalvegetation
- 35.62 – Ausdauernde Ruderalvegetation trockenwarmer Standorte
- 35.63 – Ausdauernde Ruderalvegetation frischer bis feuchter Standorte
- 36.00 – Heiden, Mager-, Sand- und Trockenrasen
- 37.10 – Acker
- 37.12 – Acker mit Unkrautvegetation basenreicher Standorte
- 41.10 – Feldgehölz
- 41.24 – Hasel-Feldhecke
- 42.23 – Schlehen-Liguster-Gebüsch mittlerer Standorte
- 42.31 – Grauweiden- und Ohrweiden-Feuchtgebüsch
- 42.40 – Uferweiden-Gebüsch
- 43.12 – Himbeer-Gestrüpp
- 45.30 – Einzelbaum
- 52.11 – Schwarzerlen-Buchenwald
- 52.21 – Traubenkirschen-Erlen-Eschen-Wald
- 55.22 – Waldmeister-Buchen-Wald
- 56.10 – Hainbuchen-Wald mittlerer Standorte
- 58.13 – Sukzessionswald aus kurzlebigen Bäumen
- 59.20 – Mischbestand aus Laub- und Nadelbäumen
- 59.21 – Mischbestand mit überwiegendem Laubbaumanteil
- 59.40 – Nadelbaum-Bestand
- 59.42 – Waldkiefern-Bestand
- 59.44 – Fichten-Bestand

## Flora und Fauna
Folgende, seltene und teils vom Aussterben bedrohte Arten (Auswahl) sind im Naturschutzgebiet beschrieben:

### Flora
| - Binsengewächse - Stumpfblütige Binse (Juncus subnodulosus) - Enziangewächse - Kleines Tausendgüldenkraut (Centaurium pulchellum) - Fieberkleegewächse - Fieberklee (Menyanthes trifoliata) - Hülsenfrüchtler - Gewöhnlicher Flügelginster (Genista sagittalis) - Hasen-Klee (Trifolium arvense) - Korbblütler - Gold-Aster (Galatella linosyris) - Nickender Zweizahn (Bidens cernua) - Lippenblütler - Immenblatt (Melittis melissophyllum) - Mohngewächse - Saat-Mohn (Papaver dubium) | - Orchideen - Pyramiden-Hundswurz (Anacamptis pyramidalis) - Weißes Waldvöglein (Cephalanthera damasonium) - Zweiblättrige Waldhyazinthe (Platanthera bifolia) - Raublattgewächse - Echter Steinsame (Lithospermum officinale) - Rohrkolbengewächse - Schmalblättriger Rohrkolben (Typha angustifolia) - Rosengewächse - Wildbirne (Pyrus pyraster) - Sauergrasgewächse - Faden-Segge (Carex lasiocarpa), Schnabel-Segge (Carex rostrata) und Steife Segge (Carex elata) - Sumpffarngewächse - Sumpffarn (Thelypteris palustris) - Süßgräser - Knick-Fuchsschwanzgras (Alopecurus geniculatus) |

### Fauna
- Amphibien
  - Bergmolch (Ichthyosaura alpestris), Erdkröte (Bufo bufo), Europäischer Laubfrosch (Hyla arborea), Fadenmolch (Lissotriton helveticus), Gelbbauchunke (Bombina variegata), Grasfrosch (Rana temporaria), Kreuzkröte (Epidalea calamita), Nördlicher Kammmolch (Triturus cristatus), Seefrosch (Pelophylax ridibundus), Springfrosch (Rana dalmatina), Teichfrosch (Pelophylax kl. esculentus) und Teichmolch (Lissotriton vulgaris)
- Hautflügler
  - Heidekraut-Seidenbiene (Colletes succinctus), Hornisse (Vespa crabro) und Schwarze Mörtelbiene (Megachile parietina)
- Libellen
  - Braune Mosaikjungfer (Aeshna grandis),  Frühe Heidelibelle (Sympetrum fonscolombii), Gefleckte Smaragdlibelle (Somatochlora flavomaculata), Gemeine Winterlibelle (Sympecma fusca), Glänzende Binsenjungfer (Lestes dryas), Kleiner Blaupfeil (Orthetrum coerulescens), Schwarze Heidelibelle (Sympetrum danae), Spitzenfleck (Libellula fulva), Südlicher Blaupfeil (Orthetrum brunneum) und Zwerglibelle (Nehalennia speciosa)
- Reptilien
  - Blindschleiche (Anguis fragilis), Ringelnatter (Natrix natrix), Schlingnatter (Coronella austriaca)[4], Waldeidechse (Zootoca vivipara) und Zauneidechse (Lacerta agilis)
- Säugetiere
  - Europäischer Dachs (Meles meles)
- Spinnentiere
  - Gerandete Jagdspinne (Dolomedes fimbriatus)
- Vögel
  - Baumfalke (Falco subbuteo), Berglaubsänger (Phylloscopus bonelli), Brachpieper (Anthus campestris), Braunkehlchen (Saxicola rubetra), Dorngrasmücke (Sylvia communis), Flussregenpfeifer (Charadrius dubius), Habicht (Accipiter gentilis), Hohltaube (Columba oenas), Neuntöter (Lanius collurio), Pirol (Oriolus oriolus), Schafstelze (Motacilla flava), Schwarzspecht (Dryocopus martius), Steinschmätzer (Oenanthe oenanthe), Turteltaube (Streptopelia turtur), Uferschwalbe (Riparia riparia), Waldschnepfe (Scolopax rusticola), Wasserralle (Rallus aquaticus) und Zwergtaucher (Tachybaptus ruficollis)

## Zusammenhang mit anderen Schutzgebieten
Mit dem Naturschutzgebiet Dohlen im Wald ist das FFH-Gebiet „Bodanrück und westl. Bodensee“ (DE-8220-341) als zusammenhängendes Schutzgebiet ausgewiesen. (Stand: April 2017)